# Mesotelio
El mesotelio es una membrana que forma el recubrimiento de varias cavidades corporales: la pleura (cavidad torácica), el peritoneo (cavidad abdominal incluyendo el mesenterio) y el pericardio (epitelio de recubrimiento en el corazón). El tejido mesotelial también recubre los órganos reproductivos masculinos y femeninos internos, como la túnica vaginal de los testículos y la túnica serosa del útero. Se denomina mesotelio visceral al que recubre los órganos internos, mientras que la que recubre las paredes del cuerpo se denomina mesotelio parietal. 

## Origen embrionario
El mesotelio deriva del mesodermo embrionario somático que recubre el celoma del embrión. Se desarrolla en capas de células que cubren y protegen muchos órganos internos del cuerpo. 

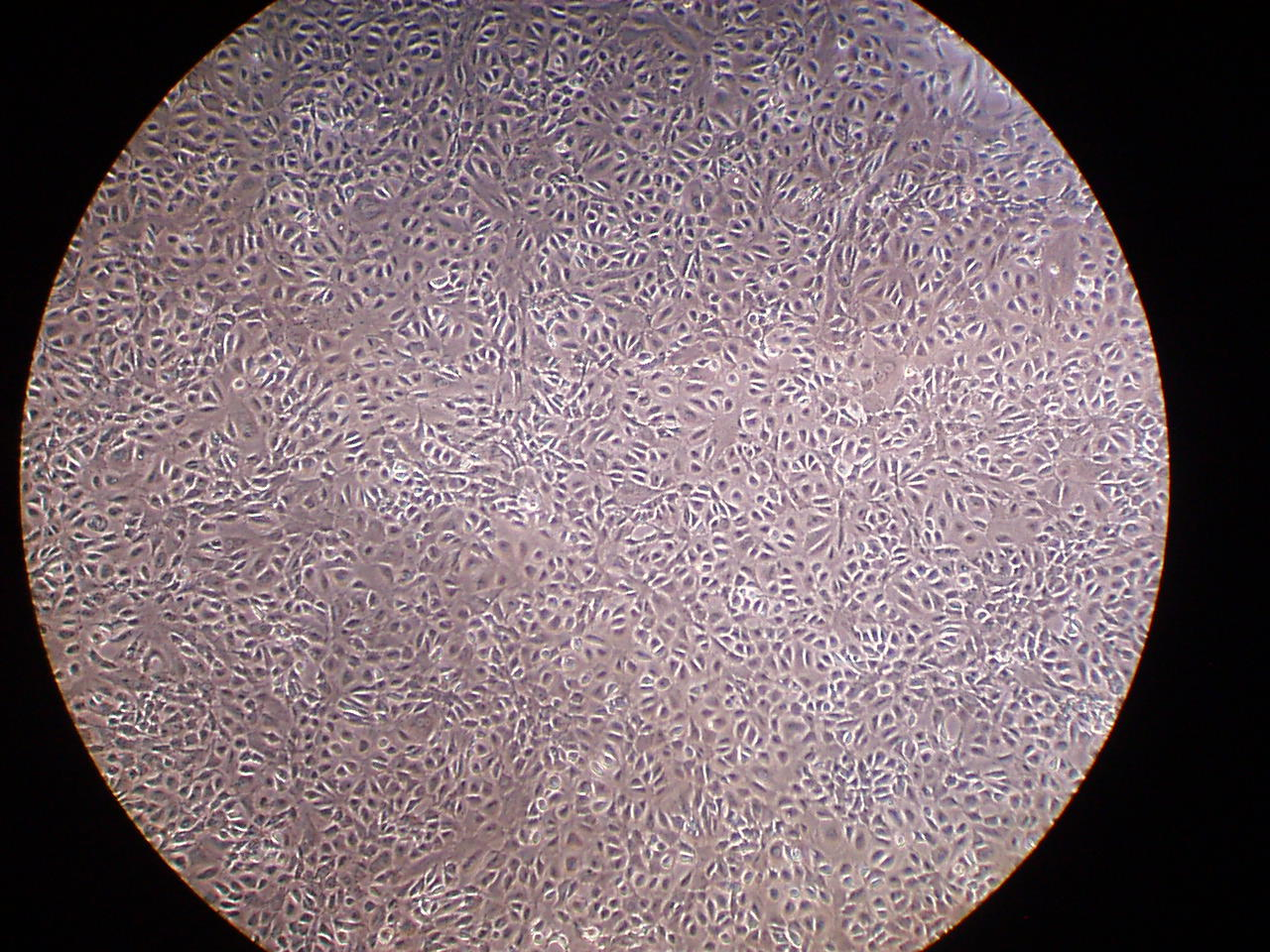
Una capa de células mesoteliales que crecen en cultivo celular, con su típico aspecto de adoquinado.

## Estructura
El mesotelio es un tipo de epitelio simple escamoso que descansa en una lámina basal sostenida por tejido conectivo. El tejido puede ser de tipo cuboidal en zonas dañadas, en zonas con tejido linfoide del omento, y la cara peritoneal del diafragma se subyace a las lagunas linfáticas. La superficie luminal está cubierta con microvellosidades. Las proteínas y fluido seroso atrapado por las microvellosidades proporcionan una superficie de baja fricción en la zona de contacto entre órganos.

## Función
El mesotelio está compuesto por una extensa monocapa de células especializadas (células mesoteliales) que recubren las cavidades serosas y los órganos internos. El principal propósito de estas células es producir un fluido lubricante que se libera entre capas, produciendo una superficie deslizante y no adhesiva que facilita el movimiento intracelómico. 
El mesotelio también está implicado en el transporte y movimiento de fluidos y materia particulada entre las cavidades serosas, migración de leucocitos en respuesta a mediadores inflamatorios, síntesis de citoquinas proinflamatorias, factores de crecimiento y proteínas de la matriz extracelular para ayudar en la reparación de la serosa y la liberación de factores que promueven la disposición y aclaramiento de la fibrina (como el plasminógeno). Es una célula presentadora de antígenos. Además, la secreción de glucosaminoglucanos y lubricantes puede proteger al organismo contra las infecciones y la diseminación de tumores. 

## Patologías que afectan al mesotelio
- Mesotelioma: (cáncer de mesotelio) es una enfermedad en que las células del mesotelio se transforman en anormales y se dividen sin orden ni control. Pueden invadir y dañar los tejidos y órganos vecinos. Las células cancerosas también se pueden metastatizar a partir de su lugar de origen hacia otras partes del cuerpo. Es un tumor maligno que se localiza preferentemente en la pleura o en el peritoneo. Más del 90 % de los casos de mesotelioma están vinculados a la exposición al asbesto.
- Adherencias intraabdominales. Normalmente, el mesotelio secreta plasminógeno, el cual elimina los depósitos de fibrina. Durante los procedimientos quirúrgicos, el mesotelio se puede dañar, y su capacidad fibrinolítica se hace insuficiente, de modo que la fibrina se acumula produciendo adherencias fibrosas entre superficies opuestas. Estas adhesiones pueden provocar obstrucción intestinal e infertilidad femenina si se da en el abdomen y pueden alterar la función pulmonar y cardiaca.
- Fallo de ultrafiltración. El mesotelio peritoneal está implicado en fallo en ultrafiltración a largo plazo en pacientes con diálisis peritoneal. La presencia de niveles de glucosa superiores a los fisiológicos, la acidez y la degradación de los productos de la glucosa en los fluidos de la diálisis peritoneal contribuyen a la fibrosis del mesotelio peritoneal, o por transición epitelio-mesénquima o por un aumento de la proliferación de los fibroblastos existentes. Un peritoneo fibrosado produce un aumento del paso de solutos a través del peritoneo y un fallo de su capacidad de ultrafiltración.
- Lupus eritrematoso sistémico. Inflamación aguda afecta superficies mesoteliales de pericardio recubriéndolas con un exudado fibrinoso.